# Flat, Puy-de-Dôme

Flat este o comună în departamentul Puy-de-Dôme, Franța. În 1 ianuarie 2018 avea o populație de 438 de locuitori.